# Nördertjärnen, Jämtland
Nördertjärnen är en sjö i Östersunds kommun i Jämtland och ingår i Indalsälvens huvudavrinningsområde. Sjön har en area på 0,0589 kvadratkilometer och ligger 395,1 meter över havet.

## Delavrinningsområde
Nördertjärnen ingår i det delavrinningsområde (700811-145466) som SMHI kallar för Mynnar i Fjälån. Medelhöjden är 373 meter över havet och ytan är 15,91 kvadratkilometer. Det finns inga avrinningsområden uppströms utan avrinningsområdet är högsta punkten. Vattendraget som avvattnar avrinningsområdet har biflödesordning 3, vilket innebär att vattnet flödar genom totalt 3 vattendrag innan det når havet efter 202 kilometer. Avrinningsområdet består mestadels av skog (56 procent) och sankmarker (35 procent). Avrinningsområdet har 0,06 kvadratkilometer vattenytor vilket ger det en sjöprocent på 0,4 procent.